# Sternwarte Greifswald

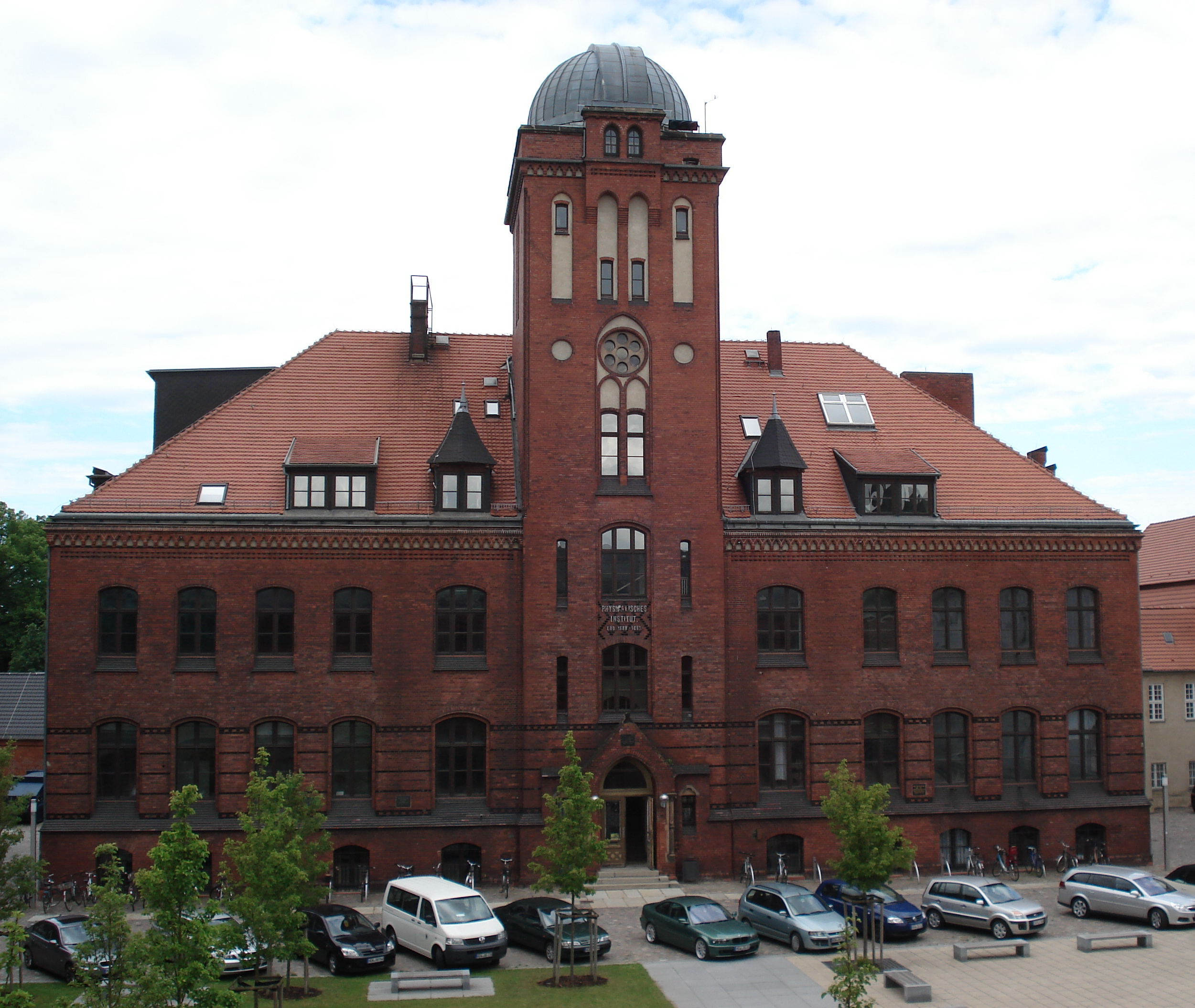
Das ehemalige Gebäude des Instituts für Physik mit der Kuppel der Sternwarte

Die Sternwarte Greifswald ist eine seit 1924 an der Universität Greifswald bestehende Sternwarte, die von ihrer Einrichtung bis zum Zweiten Weltkrieg für wissenschaftliche Forschung genutzt wurde. Seit 1992 wird sie auch als Volkssternwarte geführt und durch einen gemeinnützigen Verein betreut. Sie dient neben der akademischen Lehre vorwiegend der Amateurastronomie und der astronomischen Bildung von Schülern und Laien durch Führungen, Vorträge und Ausstellungen.

## Geschichte

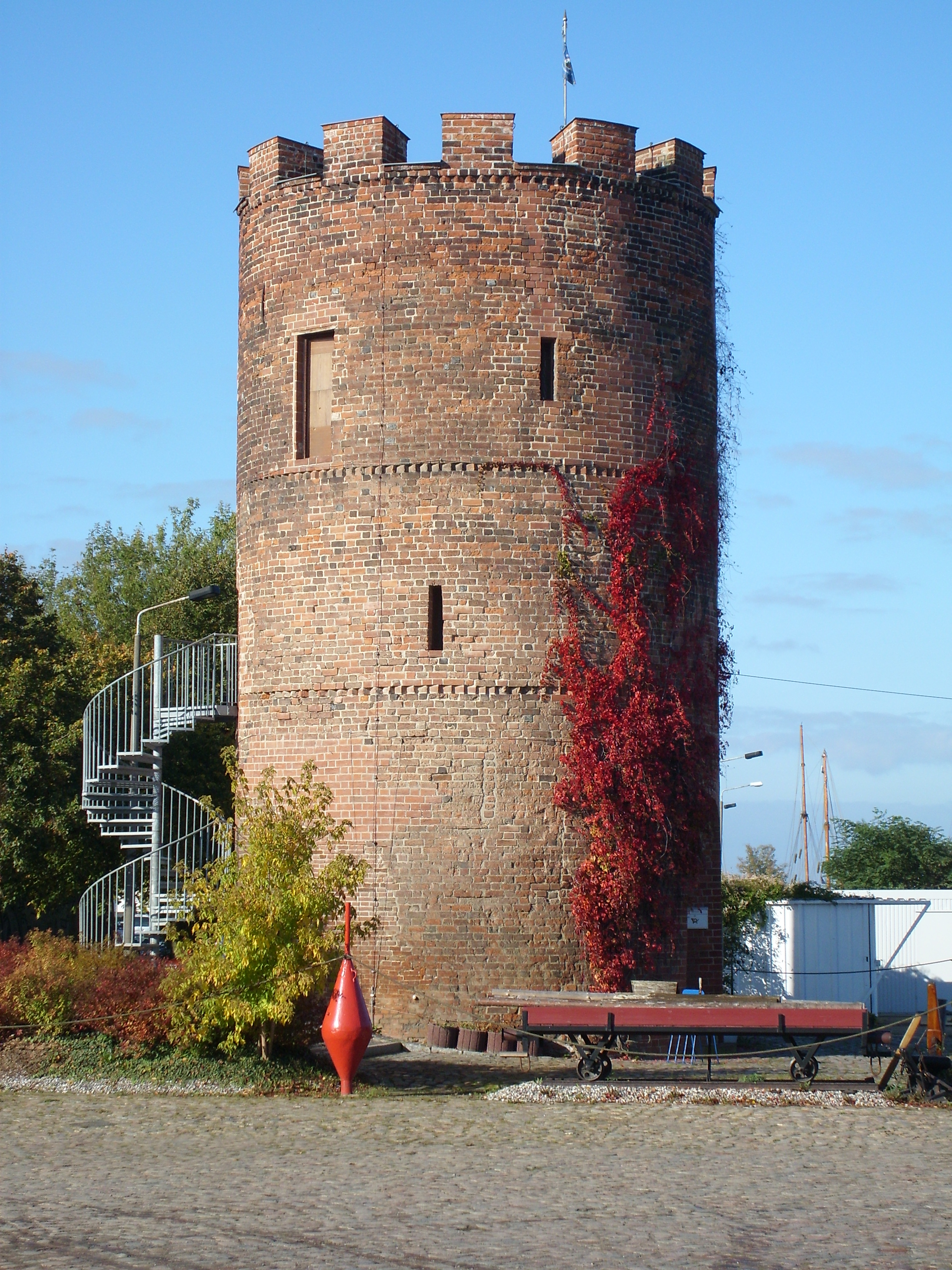
Der Fangenturm wurde 1775 die erste Sternwarte

Die Geschichte der Astronomie an der Universität Greifswald hatte ihren Ausgangspunkt in der Berufung des Philosophen, Mathematikers, Physikers und Baumeisters Andreas Mayer als Professor für Mathematik, Physik und Astronomie im Jahr 1741. Für seine astronomischen Forschungen richtete er zunächst in seinem Wohnhaus in der Martin-Luther-Straße 10 ein Observatorium ein. Das Haus wurde im Jahre 2012 saniert und trägt heute den Namen „Alte Sternwarte“. Später verlegte er den Standort in das Kloster Eldena.
Das erste universitätseigene Observatorium wurde 1775 im Fangenturm in der Nähe des Flusses Ryck eingerichtet. Die Stadt Greifswald schloss mit der Universität am 9. Februar 1775 einen Pachtvertrag; der jährliche Pachtzins betrug lediglich einen Taler und 16 Schillinge. Zur Umgestaltung des Turms zu einer Sternwarte wurden zusätzliche Fenster eingebaut, das obere Geschoss erhöht und die Form des Daches verändert. Ab 1807 nutzten jedoch französische Truppen dieses Gebäude. Dies bedeutete, zum Teil auch durch das Verschwinden einiger astronomischer Instrumente in den folgenden Jahren, den Niedergang der ersten Greifswalder Sternwarte. 1810 kam es zum Streit zwischen der Universität und der Stadt, die den Turm zurückforderte, um ihn wieder als Pulverturm nutzen zu können. Mit der Aufhebung des Pachtvertrages am 7. September 1826 wurde der Betrieb der Sternwarte im Turm endgültig eingestellt.
Erst 98 Jahre später wurde im 1891 erbauten ehemaligen Gebäude des Institutes für Physik, in der Nähe des Hauptgebäudes der Universität in der Domstraße, erneut eine Sternwarte eingerichtet. Die optischen Instrumente wurden von der Firma Carl Zeiss Jena geliefert. Am 12. Juli 1924 konnte schließlich die Forschungstätigkeit im neuen Observatorium aufgenommen werden. Die Sternwarte gehörte organisatorisch zum Astronomisch-Mathematischen Institut, das bis zur Auflösung durch das Reichsministerium für Wissenschaft, Erziehung und Volksbildung am 31. März 1939 an der Universität Greifswald existierte.
Nach dem Ende des Zweiten Weltkrieges und dem Neubeginn des Forschungs- und Lehrbetriebes an der Universität Greifswald wurde auf die Weiterführung der Ausbildung und Forschung im Bereich der Astronomie verzichtet. Die Sternwarte wurde von einigen Amateurastronomen sowie von Mitarbeitern der damaligen Sektion Physik gepflegt und zum Teil für Vorträge genutzt. 1988 wurde mit Renovierungsarbeiten begonnen. Das Observatorium wurde im Rahmen von Beobachtungsabenden, thematischen Vorträgen und Ausstellungen wieder einer breiteren Öffentlichkeit zugänglich gemacht. 1991 folgte die Restaurierung der Sternwartekuppel.
Am 29. August 1992 wurde der Verein Greifswalder Sternwarte e. V. gegründet. Ziel des Vereins ist, neben der Erhaltung und Modernisierung der Sternwarte, die Förderung der astronomischen Bildung von Studenten, Schülern und interessierten Laien.

## Ausstattung

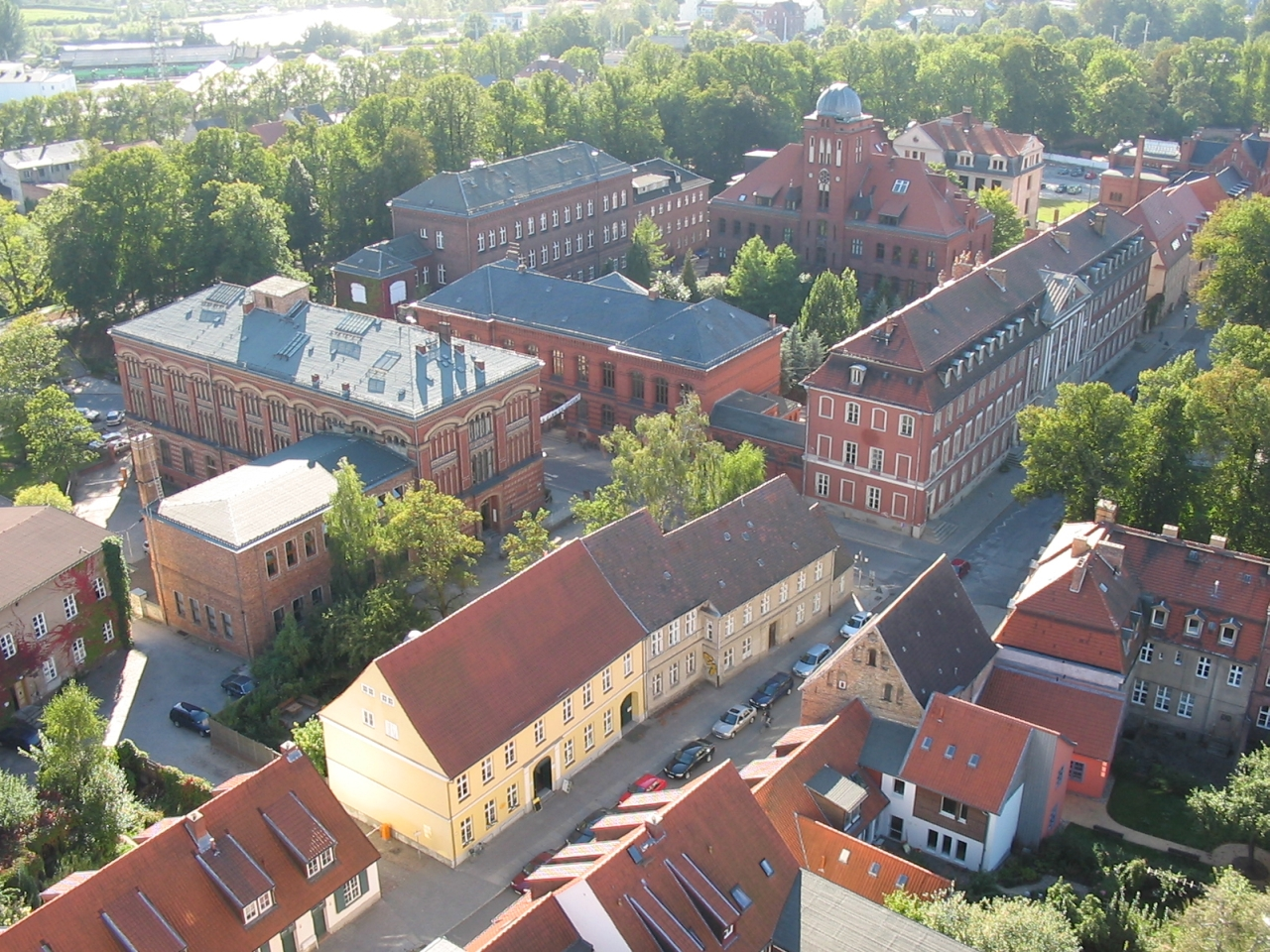
Blick auf den historischen Campus der Universität mit dem ehemaligen Gebäude des Instituts für Physik und der Kuppel der Sternwarte im rechten oberen Teil

Die Sternwarte Greifswald verfügt seit ihrer Gründung über einen Refraktor mit einer Öffnung von 20 Zentimetern und einer Brennweite von drei Metern (Öffnungsverhältnis 1:15). Dieses Gerät war eine Leihgabe der Gesellschaft der Freunde und Förderer der Universität Greifswald.
Nach Bewilligung der dafür notwendigen Mittel durch das Reichsministerium für Wissenschaft, Erziehung und Volksbildung wurde darüber hinaus am 21. März 1934 für fotografische Arbeiten zusätzlich ein Newton-Reflektor mit 40 Zentimetern Öffnung und 6,40 Metern Brennweite (Öffnungsverhältnis 1:16) bei Carl Zeiss Jena bestellt. Dieses Instrument gehört seit dem Frühjahr 1935 zum Bestand der Sternwarte. Nach 1990 wurde es zu einem Cassegrain-Teleskop mit 9,60 Metern Brennweite umgebaut, woraus sich ein Öffnungsverhältnis von 1:24 ergibt.
Der Refraktor und der Reflektor sind auf demselben Stativ zu einem Doppelfernrohr verbunden, das zusätzlich mit einem Sucher ausgestattet ist. Der Refraktor fungiert als Leitrohr. Das kombinierte Instrument ist parallaktisch montiert und wird rein mechanisch nachgeführt.
1991 wurde die Ausstattung um ein Schmidt-Cassegrain-Teleskop der Firma Meade Instruments mit 20 Zentimetern Öffnung und einer Brennweite von 1,26 Metern sowie eine CCD-Kamera ergänzt. Das Teleskop kann auf den Außenbalkonen der Sternwarte auf stationären Stativen befestigt werden.
Im April 1999 wurde der Sternwarte vom Max-Planck-Institut für Plasmaphysik für die Beobachtung von astronomischen Radioquellen ein 90-Zentimeter-Radioteleskop zur Verfügung gestellt. Dieses arbeitet mit einem Frequenzband um 11 Gigahertz.
Des Weiteren verfügt die Sternwarte noch über ein Schulfernrohr vom Typ Telementor mit einer Öffnung von 6,3 Zentimetern und einer Brennweite von 0,84 Metern sowie verschiedene Ferngläser, Okulare und Filter. Die zur Sternwarte gehörende astronomische Bibliothek enthält etwa 700 Bücher und eine Reihe von Zeitschriften.
Die Sternwarte ist mit einer drehbaren Kuppel von sechs Metern Durchmesser ausgestattet, die sich in etwa 35 Metern Höhe befindet.

## Nutzung
Am Institut für Physik der Universität Greifswald fand jährlich eine Vorlesung Einführung in die Astronomie und Astrophysik, ein dazugehörender Kurs Praktische Astronomie sowie zweimal im Semester ein Astronomisches Kolloquium statt. Der vorerst letzte zweisemestrige Einführungskurs wurde während des Wintersemesters 2005/2006 sowie im Sommersemester 2006 durchgeführt. Zusammen mit dem Landesinstitut für Schule und Ausbildung des Landes Mecklenburg-Vorpommern erfolgt darüber hinaus die Aus- und Weiterbildung von Lehrern im Fachgebiet Astronomie. Über die Volkshochschule der Stadt Greifswald und in Zusammenarbeit mit den Schulen der Region werden astronomische Kurse für interessierte Laien und Schüler angeboten.
Der Verein Greifswalder Sternwarte e. V. vergibt seit 2007 alle zwei Jahre den „Johannes-Conrads-Preis“, einen Förderpreis für theoretische und praktische Arbeiten aus der Astronomie. Beteiligen können sich Schüler, Studenten und Astronomieinteressierte mit Fach- und Seminararbeiten, Fotodokumentationen, Konstruktionsunterlagen eigener astronomischer Hilfsmittel und ähnlichen Arbeiten.
Noch bis zum Jahr 2010 ist die Sternwarte Greifswald aufgrund von Bauarbeiten im alten Institut für Physik geschlossen. Die Sternwarte Greifswald wird nach der Wiedereröffnung an jedem ersten und dritten Donnerstag eines Monats am Abend sowie zu weiteren Terminen nach Vereinbarung für Besucher geöffnet sein. Dabei erfolgen die Führungen durch Mitglieder des Vereins. Pro Jahr finden etwa 100 Veranstaltungen statt. In der Regel handelt es sich um Vorträge, die sich aus bestimmten interessanten Ereignissen oder Themen aus der Astronomie ergeben. Die Sternwarte wird pro Jahr von etwa 3.000 Menschen besucht.
Für das Institut für Physik der Universität Greifswald wurde 2007 ein neu errichtetes Gebäude übergeben. Im bisherigen Institutsgebäude, in dessen Turm sich die Sternwarte befindet, plante die Universität nach dessen Sanierung die Einrichtung eines Universitätsschauhauses. In dieser museumsartigen Ausstellung sollten ab 2008 insgesamt 17 kulturhistorische und naturwissenschaftliche Sammlungen verschiedener Institute dauerhaft der Öffentlichkeit zugänglich gemacht werden. Die Realisierung dieses Vorhabens wurde jedoch aus finanziellen Gründen aufgegeben.